# Llers (kommunhuvudort)
Llers är en kommunhuvudort i Spanien.   Den ligger i provinsen Província de Girona och regionen Katalonien, i den östra delen av landet, 600 km öster om huvudstaden Madrid. Llers ligger 167 meter över havet och antalet invånare är 1 126.
Terrängen runt Llers är platt åt sydost, men åt nordväst är den kuperad.Runt Llers är det ganska tätbefolkat, med 179 invånare per kvadratkilometer. Närmaste större samhälle är Figueres, 5,2 km sydost om Llers. Trakten runt Llers består till största delen av jordbruksmark.